# Wincenty Smokowski

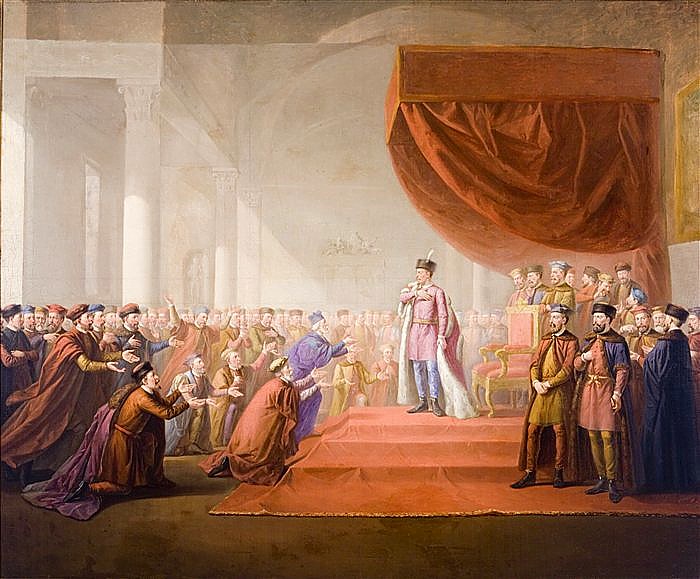
Stefan Batory funduje Akademię w Wilnie

Wincenty Smokowski (ur. 2 kwietnia 1797 w Wilnie, zm. 19 lutego 1876 w Krykianach) – polski malarz, grafik, rzeźbiarz i ilustrator, profesor malarstwa na Cesarskim Uniwersytecie Wileńskim. Uczeń, a potem asystent Jana Rustema.

## Życiorys
Studiował malarstwo na Wydziale Sztuk Pięknych Cesarskiego Uniwersytetu Wileńskiego, potem kontynuował studia w Petersburgu, nie uzyskał jednak stopnia akademika; przeniósł się na wydział lekarski, kończąc studia medyczne jako lekarz. W swoich dziełach podejmował tematykę historyczną, uwieczniał Żydów, Cyganów, ale też scenki rodzajowe z życia codziennego. Znany jako autor ilustracji do I wydania Konrada Wallenroda oraz do powieści J.I. Kraszewskiego Anafielas.
Malował obrazy historyczne, romantyczne, nastrojowe dzieła o tematyce literackiej oraz sceny rodzajowe często z życia Żydów i Cyganów.